# HMS Arlingham
HMS „Arlingham” (planowana nazwa „Blue Bantam”) – brytyjski kuter trałowy typu Ham. Okręt został nazwany na cześć wsi Arlingham w Gloucestershire. „Arlingham” był wybudowany w stoczni Camper and Nicholson. Był to jedyny jak do tej pory okręt brytyjski noszący nazwę „Arlingham”.
Marynarze okrętu mieli maskotkę okrętową, psa Trampa, czarnego kundla.
W 1973 „Arlingham” został uderzony przez hiszpańską motorówkę celną, co w późniejszym czasie było tematem oficjalnej noty dyplomatycznej.
19 września 1978 został sprzedany Gibraltar Underwater Contractors.